# Emmanuel Magnien
Emmanuel Magnien (Sedan, Ardenes, 7 de maig de 1971) va ser un ciclista francès, que fou professional entre 1993 i 2003. Combinà la carretera amb el ciclocròs, modalitat en la qual aconseguí el campionat nacional el 1996.
Abans de passar al professionalisme va prendre part en la cursa en línia dels Jocs Olímpics de Barcelona, el 1992.
Com a professional destaquen les victòries al Tour de l'Avenir (1995), el Tour del Mediterrani (1997), el Gran Premi d'Obertura La Marseillaise (2000) i la París-Brussel·les (2001).
Fou suspès 6 mesos per un positiu per dopatge l'any 2000.

## Palmarès en carretera
- 1993
  - 1r al Tour de l'Ain i vencedor d'una etapa
  - Vencedor d'una etapa al Tour de la Valclusa
  - Vencedor d'una etapa al Tour de l'Avenir
- 1994
  - 1r al Tour d'Armòrica
  - Vencedor de 2 etapes al Critèrium del Dauphiné Libéré
  - Vencedor de 2 etapes al Tour de l'Oise
  - Vencedor d'una etapa als Quatre dies de Dunkerque
- 1995
  - 1r al Tour de l'Avenir i vencedor de 4 etapes
  - 1r al Duo Normand, amb Stéphane Pétilleau
  - Vencedor de 2 etapes al Tour de Poitou-Charentes
  - Vencedor d'una etapa de la Mig agost bretona
- 1996
  - Vencedor d'una etapa a la Volta a Aragó
- 1997
  - 1r al Tour del Mediterrani
  - 1r al Premi dels Moissons
  - Vencedor d'una etapa a l'Étoile de Bessèges
- 1998
  - 1r a la Coppa Sabatini
  - 1r a la Polymultipliée de l'Hautil
  - Vencedor d'una etapa al Critèrium Internacional
- 2000
  - 1r al Gran Premi d'Obertura La Marseillaise
- 2001
  - 1r a la París-Brussel·les
- 2003
  - Vencedor d'una etapa al Tour del Mediterrani

### Resultats al Tour de França
- 1994. Abandona (16a etapa)
- 1995. Abandona (9a etapa)
- 1996. Abandona (12a etapa)
- 1998. Abandona (10a etapa)
- 2000. 98è de la classificació general
- 2001. 113è de la classificació general
- 2002. 96è de la classificació general

### Resultats al Giro d'Itàlia
- 1993. 119è de la classificació general
- 1995. Abandona (14a etapa)

## Palmarès en ciclocròs
- 1988
  -  Campió de França de ciclocròs júnior
- 1989
  -  Campió de França de ciclocròs júnior
- 1991
  -  Campió de França de ciclocròs sub-23
- 1993
  - 1r al ciclocròs de Dijon
- 1994
  - 1r al ciclocròs d'Hoogerheide
- 1996
  -  Campió de França de ciclocròs
- 1998
  - 1r al ciclocròs de Lutterbach
- 2001
  - 1r al ciclocròs de Contres
  - 1r al ciclocròs d'Aixe-sur-Vienne
  - 1r al ciclocròs de Tours-Ile Aucard
- 2002
  - 1r al ciclocròs de Camors
- 2003
  - 1r al ciclocròs de Sablé-sur-Sarthe